# 대한민국의 핵무기 개발
대한민국의 핵무기 개발에 대한 설명이다. 대한민국은 과거에도 핵무기 개발을 추진했었다.
1970년 7월 월리엄 로저스 미국 국무장관이 베트남 공화국 사이공에서 열린 월남전 참전국 회의에서 최규하 외무장관에게 통고한 "주한미군 2만명 철수"가 발단이 됐다.
2004년 8월 대한민국은 IAEA에 기밀을 유지하던 민감한 원자력 연구 프로그램을 통보했다. 여기에는 대한민국의 안전 조약에 따라 IAEA에 보고하도록 되어있는 실험을 임의로 시행한 내용이 포함되어 있었다. 이 내용은 즉각 IAEA 이사회에 회부되었다. 하지만 이사회는 이 사실을 공식화 하지 않기로 결정했다.

## 역대 정부의 핵개발

### 박정희 정부
1974년 10월 19일 대한민국 - 프랑스 간 원자력협력협정이 체결되면서 핵개발을 시작했다. 이스라엘도 1950년대 프랑스 핵기술 이전으로 핵무기를 보유하게 됐다.
1976년 1월 26일, 미합중국 정부의 집요한 압력으로, 한국은 프랑스와의 핵연료 재처리시설 도입 계약을 파기했다.
1978년 9월 26일 국방과학연구소 연구진은 프랑스의 기술 지원으로 개발한 사정거리 180km의 백곰 미사일을 발사하는데 성공했다. 의정부에서 평양까지 직선거리가 180km이다.
하지만 미국의 집요한 압박으로 핵개발은 중단된다.

### 전두환 정부
1982년 4월부터 5월까지 2개월 동안, 서울 노원구 공릉동 소재 한국원자력연구소의 연구용 원자로인 트리가 마크Ⅲ에서 플루토늄을 추출했다.
1982년 영남화학이 수입한 인광석에서 추출한 옐로 케이크를 공급받아 900kg의 분말 형태 천연우라늄을 만들었으며 이 중 약 750kg 정도를 월성원자력발전소 원료로 사용하고 150kg을 금속 형태로 전환해 연구용으로 보관했다.
1983년 10월 9일 아웅 산 묘역 테러 사건이 발생해 전두환 대통령이 간발의 차이로 암살을 모면하고, 서석준 부총리와 이범석 외무부 장관, 김동휘 상공부 장관 등 각료와 수행원 17명이 사망하고 기타 수행원들이 부상당했다.
1983년 11월 전두환 대통령은 한국을 방문한 로널드 레이건 대통령에게 플루토늄 추출계획 중지를 약속했다.
1984년 당시 실험에 사용된 모든 장치와 시료들은 재사용할 수 없도록 폐기되어 원자력연구소로 이관했고 대한민국은 핵개발을 포기했다.

### 김대중 정부
2000년 1월부터 3월까지 3개월간 레이저 우라늄 농축을 하였다. 2004년 IAEA 사찰단은 한국원자력연구소를 조사 당시 레이저농축법이라고 불리는 일본의 기술 특허 관련 자료를 압수했다. 올리 헤이노넨 전 IAEA 사무차장은 이 기술을 기반으로 한 기기도 발견했다고 밝혔다. `레이저농축기술연구조합`은 일본 전력회사 중심으로 설립됐다. 1993년부터 2001년까지 레이저농축법 등 187건의 특허를 출원해 관련 기술 정보가 공개돼 있다.

### 이명박 정부
2011년 서울대 서균렬 원자핵공학과 교수가 핵무장을 주장했다. 한국은 플루토늄 5 kg으로 100 kt 수소폭탄 제조능력이 있으며, 1조원으로 3개월만에 핵탄두 대량생산 공장을 건설할 수 있으며, 3개월만에 재처리가 가능해, 6개월이 걸린다고 주장한다. 양산비는 수소폭탄 1기당 100억원이다. 2년만에 100 kt 수소폭탄 100기 생산이 가능하다고 한다.

### 박근혜 정부
2016년 9월 9일, 조선민주주의인민공화국이 5차 핵실험을 단행했다. 규모 5.3의 인공지진이 발생했으며, 폭발력 100kt으로 추정되었다. 그리고 3일 뒤, 2016년 경주 지진이 발생했다. 본진은 규모 5.8이 관측되었다. 핵실험이라는 발표는 없었지만, 대한민국이 논의하던 100kt 핵폭탄의 규모였다.

### 문재인 정부
북한 6차 핵실험 직후, 트럼프 대통령과 문재인 대통령이 한국 탄도미사일 협정을 다시 개정할 것을 의논해, 사거리는 기존의 800 km를 유지하고, 탄두중량만 500 kg에서 무제한으로 풀었는데, 2021년 5월 22일, 바이든 정부와의 첫 한미 정상회담에서, 문재인 대통령과 바이든 대통령은 한미 미사일 지침을 이제 파기하도록 했다.

## 핵탄두
박정희 정부 당시 한국은 프랑스 보르도의 핵무기 연구소 CEA CESTA에서 고폭실험을 완료하였다. 프랑스는 전 세계 각국에 핵보유를 확산하는 정책을 가진 나라로서, 이스라엘도 1950년대 프랑스 핵기술로 핵보유를 하게 되었다. 그러나 핵무기는 결국 미국에서 시작된 기술유출의 연속이라는 분석이 있다. 1970년대 중반 한국은 20kt 이상급, 중량 1톤 미만의 소형 핵탄두 설계를 마쳤다.

## 우라늄 수입
1968년 비핵 3원칙을 총리 시정연설로 표방한 일본은, 외면의 공식적인 정책과 내면의 비공식적인 정책이 달랐다. 1969년 2월, 일본 하코네에서 일본 외무성 국제자료부장 등 6명, 서독 외무부 정책기획부장 등 5명이 만났으며, 일본 정부는 국제감시기구가 원전 연료 5%의 손실은 감시가 불가능하므로, 수입한 원전 연료의 5%를 빼돌려 핵무기를 개발하자고 제안했다.
2014년 한해 동안 한국의 우라늄정광 수입량은 6천톤이다. 5%인 300톤을 빼돌려도 국제감시망으로는 알 수가 없다. 우라늄정광에는 0.7%의 우라늄-235가 함유되어 있으며, 300톤의 우라늄 정광이면 농도 100% 우라늄-235를 2.1톤 추출할 수 있다. NRDC 등 핵무기 연구기관의 분석으로는 농도 100% 우라늄 235 5 kg이면 200 kt 수소폭탄을 만들 수 있다. 2.1톤이면 200 kt 수소폭탄 420발 분량이다. 10년이면 4200발 분량이다.

## 우라늄 광산
우라늄 광산이 존재하면, 우라늄 농축 시설만 갖추면 바로 핵무기 생산이 가능하다. 우라늄 핵폭탄은 핵실험이 필요없다고 알려져 있으며, 20 kt급인 히로시마급 핵폭탄의 경우에는 수십 회의 고폭실험만으로 만들 수 있다는 것이 파키스탄의 핵아버지 칸 박사의 주장이다.
남북한에는 모두 우라늄 광산이 존재하며, 특히 북한에는 매우 많은 우라늄 광산이 있다고 알려져 있다. 대한민국의 우라늄 광산은 한국원자력연구소가 위치한 대전 근처인 충북지역에 존재하며, 당초에는 경제성이 없다고 알려져 있었으나, 최근에는 경제성이 있는 광산도 있다고 밝혀졌다.
박정희 정부 시절 '핵 자립' 차원으로 충청북도 괴산군에서 우라늄광산 개발이 진행된 적이 있으며, 충북 우라늄 광산은 유사시 핵무기 제조에 즉시 사용할 수 있도록 준비되어 있다고 보도되었다.
국내 최대 우라늄 분포 지역인 `대전-옥천-보은-금산 `에는 1억t 가량의 우라늄이 묻혀있는 것으로 추정되고 있지만 이 지역 우라늄 원광의 평균 품위 0.035%를 고려하면 개발시에 얻을 수 있는 천연 우라늄은 24,000 톤에 불과하다.
TNT 20 kt인 히로시마급 핵폭탄 한 개를 만들려면 무기급 고농축 우라늄-235가 5 kg 정도 필요한데, 이를 위해선 천연 우라늄 0.875톤이 필요하다. 1977년 동아일보 기사에 따르면 우라늄 레이저 농축법으로 75,000초, 즉 21시간이면 20 kt급 핵폭탄(히로시마급 핵폭탄) 1발을 제작할 수 있다.
2000년 한국의 우라늄 레이저 농축법 실험 파문으로 2004년 국제원자력기구(IAEA) 사찰단이 한국의 핵물질 실험조사를 위해 괴산 우라늄 광산을 방문 조사했다. 괴산과 금산 일대에는 1956∼1990년 한국지질자원연구원의 조사를 통해 1억1500만 t의 천연 우라늄이 매장된 것으로 추정됐다. 하지만 품위(우라늄 함량)가 경제성 기준(0.1% 이상)에 미치지 못한 0.03∼0.04%여서 개발이 중단됐다. 품위 0.04%일 경우, 천연 우라늄 0.875톤을 추출하기 위해서는 2,200톤 정도의 우라늄 광석 채굴이 필요하다.
2000년 8달러 하던 우라늄값이 2008년 130달러가 되면서 국내 우라늄 광산의 경제성에 대한 재검토가 있었고, 토자이홀딩스사가 충북 우라늄 광산 채굴을 신청했으나 거부되었고 행정심판에서도 기각되었다.

## 플루토늄 재처리
프랑스는 이스라엘에 플루토늄 재처리 공장도 지어주었다. 1970년대에 한국에도 지어주려고 상세설계도까지 전달했으나, 중도에 미국의 저지로 플루토늄 재처리 공장의 건설이 무산되었다.
2013년 5월 대전 한국원자력연구원 내부에 프라이드 핵재처리장을 준공했다. 연간 사용 후 핵연료 10톤을 재처리한다. 일본 최대인 롯카쇼 핵재처리장은 사용 후 핵연료 800톤을 재처리하여 플루토늄 8톤을 생산한다. 이런 계산이면, 프라이드에서는 연간 플루토늄 100 kg을 생산할 수 있을 것으로 추정된다.
2016년 현재 원전 내부에 14,000톤의 사용 후 핵연료를 임시보관하고 있다. 사용 후 핵연료는 콘크리트로 밀봉한 드럼통으로 만들어 임시보관하는데, 빈깡통으로 몰래 바꿔치기 할 수 있다고 한다. 사용 후 핵연료 14,000톤에서 플루토늄 140톤을 생산할 수 있다. 플루토늄 3 kg이면 핵출력 20 kt 핵폭탄을 만들 수 있으므로, 핵폭탄 46,666발 분량이다.
미국은 한국이 4개월만에 간단한 핵재처리장을 건설할 수 있다고 평가하며, 여기서 1주일에 1 kg, 1년에 50 kg의 플루토늄을 생산할 수 있다. 3곳에 동시에 공장을 지으면, 1주일에 핵폭탄 1개를 제작할 수 있다.

## 방사성 폐기물
주요국들의 정부에서 방사성 폐기물을 국제감시를 피해 빼돌리면 된다고 주장했다는 뉴스는 없다. 1969년 2월 일본과 서독 정부 고위관료가 원전 연료의 5% 빼돌리기를 논의했다는 뉴스가 전부다. 그러나 한국의 핵개발을 다룬 책에서는, 원자로에 보관되어 있는 폐연료봉을 일부 빼돌리고 빈깡통으로 채워도, 외부에서는 일체 알 수 없다고 한다. 일본의 5% 빼돌리기 주장이 폐연료봉에서도 동일하게 작동한다면, 한국의 원전에 보관된 폐연료봉의 총량에도 5% 룰을 적용해 볼 여지도 있다.

## 우라늄 농축
플루토늄 재처리 공장과 사실상 마찬가지로, 한국은 6자회담국 중에 유일하게 우라늄 농축 공장이 없다. 역시, 미국이 건설을 저지하고 있다. 전량 외국의 우라늄 농축 공장에서 저농도로 농축된 원자로 연료를 수입하고 있다.
IAEA 2차 사찰단이 2004년 9월 20일부터 대전 한국원자력연구소의 우라늄 분리실험과 플루토늄 추출실험을 대상으로 보강 조사활동에 본격 착수했다. 이번 사찰단의 또 다른 중요 관심사가 2000년 우라늄 0.2g을 농축할 당시 사용한 증기 레이저동위원소분리법(AVLIS)을 이용한 실험 내용과 기술 수준인 것으로 알려졌다.
장인순 한국원자력연구소 소장은 우라늄 농축 수준은 평균 10%로 무기급에 근접한 80~90% 수준의 고농축은 "불가능하다."고 일축했으며, "극미량이 생산돼 심지어 핵물질이라고 불릴 수도 없는 것"이라고 말했다고 일본 교도통신이 보도했다.
2011년 11월 30일 평화방송 오동선 PD는 2000년 우라늄 농축 실험과 관련, 2005년 고위급 실험 책임자로부터 "자체 개발한 레이저 농축 장비를 통해, 충북 우라늄광에서 채굴한 광석에서 우라늄235를 90% 이상 농축하는 실험에 성공했다."고 밝혔다. 참여정부 국가안전보장회의(NSC) 관계자도 확인을 해 주었다고 말했다. 2004년에 IAEA 등에 의해 2000년 실험이 발각되었을 당시에는, 러시아제 레이저 농축 장비이며, 전량 폐기되어 보관 중이라고 알려졌으나, 순수 국산 제작품이라고 밝혔다.
대한민국은 2000년에 우라늄 레이저 농축을 성공했으며, 2000년대 초반 러시아 고철 ICBM을 밀반입해 재조립하는데도 성공했다. 대한민국의 탄도 미사일 개발 참조.

## 미사일
한국은 현재 자체 개발한 우주로켓용 엔진을 테스트 중이고, 신형 전술탄도유도탄 및 현무-2계열 단거리/전역탄도미사일, 자체 개발한 순항미사일을 보유하고 있다. 사거리 5500 km인 대륙간 탄도 미사일에는 못 미치지만 전술탄도미사일은 사거리 180km, 현무-2는 300~800km, 순항미사일인 현무-3의 경우 수천킬로미터의 미사일로서, 이들은 신형이 계속 개발되고 있다. 대한민국이 가장 멀리 발사할 수 있는 미사일은 현무-3 순항미사일이며, 현무-3C는 사거리 1,500 km이다. 2012년 현재 사거리 1500 km 순항미사일 보유국은 미국, 중국, 러시아, 이스라엘, 대한민국이다.

## 폭격기
핵무기가 있을 경우, 핵폭격을 할 수 있는 폭격기로는 2차대전 당시의 핵폭격기인 B-29와 동급의 폭장량과 비행거리, 심지어 근래 도입한 공중급유기와 미국등의 아군 공중급유기를 이용하면 지구상 어디든 타격할 수 있는 F-15, F-16(이스라엘, 일본과 동일한 계열이나 버전이 다르다) 전폭기가 있으며, 수송 가능한 수송기로는 공군의 C-130H 허큘리스, C-130J 슈퍼 허큘리스, 그리고 원한다면 약간 손을 보든지 해서 운용할 가능성이 있는 해군의 P-3CK 오라이온이 있다.

## 잠수함
미국의 토마호크 미사일과 유사한 한국의 현무-3 순항미사일은 손원일급 잠수함의 533 mm 어뢰관에서 발사할 수 있다.

## 여론조사
북한 1차 핵실험 직후인 2006년 10월 9일, 사회동향연구소는 여론조사기관 디오피니언에 의뢰, 성인 남녀 700명을 대상으로 전화 설문조사를 실시한 결과 67%가 "남한도 자체의 핵을 보유해야 한다."고 응답했다.
2006년 10월 19일, 민주당 김송자 의원이 여론조사 기관인 BNF 리서치에 의뢰해 제주도를 제외한 전국에서 6,396명(북핵 관련 3,270명, 남북경협 관련 3,126명)을 상대로 한 CTS 자동응답 여론조사에서, 북한의 핵실험으로 우리도 ▲핵무기 자체 개발(32.9%.1,077명) ▲미국의 전술핵 재배치(23.4%.765명) 등의 형태로 핵을 보유해야 한다는 의견이 응답자의 56.3%(1,842명)를 차지했다.
2011년 3월 23일 아산정책연구원이 발표한 정기 여론조사에서 68.6%가 한국이 핵무기를 개발하는 것에 찬성한다고 응답했다.
북한 3차 핵실험 직후인 2013년 2월 13일부터 15일까지 아산정책연구원(함재봉 원장, 정몽준 명예이사장)이 1000명을 대상으로 실시한 여론조사에선 응답자의 66.5%가 자체 핵무기 개발을 지지했고, 67%는 미군 전술핵의 한반도 재배치를 지지했다
2013년 2월 13일부터 15일까지 한국갤럽이 지난 전국 만19세 이상 성인 남녀 1,006명을 대상으로 실시한 여론조사에서는 64%가 독자 핵무기 보유에 찬성, 28%가 반대했다. 50대는 79%, 60대 이상은 78%, 새누리당 지지자는 74%가 찬성했다.
2013년 2월 14일 KBS 긴급여론조사에서는, 북핵 문제 대처 방안으로 국제사회 제재를 통한 해결 42.1%, 대화와 협력을 통한 해결 32.8%, 한국의 핵무장은 16.6%, 군사적 조치는 4.5%에 그쳤다.
하지만, 최근 핵무장과 같이 전문적인 외교정책 이슈에 대한 여론조사 방식과 결과의 신뢰성에 문제를 제기하는 논문이 한국정치학회보에 게재되었다. 서울대학교 정치외교학부 외교학과 저자들은 설문 실험 방식을 채택하여 핵무장에 찬성하는 유권자들에게는 핵무장에 반대하는 전문가 정보를, 핵무장에 반대하는 유권자들에게는 핵무장에 찬성하는 전문가 정보를 제공한 뒤에 태도변화를 측정했다. 흥미롭게도 핵무장에 초기 찬성했던 유권자들 중 58%가 핵무장 시 발생하게 될 다양한 국제정치적 제약을 학습한 뒤에 핵무장 반대로 태도를 변화했다. 이들의 태도변화에 가장 효과적인 전문가 정보는 "경제제재"와 "기술제재"였다. 반면에 초기 핵무장에 반대했던 유권자들 중 32%만이 핵무장을 하지 않을 경우 발생하게 될 다양한 위협들을 학습한 뒤에 태도를 변화했다. 이들의 태도변화에 가장 효과적인 전문가 정보는 "미국의 핵우산 약화"였다. 저자들은 핵무장 찬성 여론이 전문가 정보에 의해 대다수 초기 태도를 바꾸었던 실험 결과를 근거로 여론조사 결과가 실제 유권자들의 선호를 반영하고 있지 않을 수 있음을 지적했다. 
한편 2023년 발간된 '변화하는 대북 인식: 북핵 위협 인식과 대응' 제하 보고서에 의하면, 2022년 11월 진행된 여론조사에서는 국제사회의 제재 가능성을 언급받고도 자체 핵무장에 찬성한다고 밝힌 국민이 과반수에 달하는 것으로 조사되었다.

## 미국의 입장 변화
미국은 공화당, 민주당 모두가 한국의 핵무장에 반대해 왔는데, 공화당은 최근 찬성하는 견해가 유력하다.
조선민주주의인민공화국의 김정은이 소형화된 핵탄두를 공개한 직후인, 2016년 3월 9일 허핑턴포스트 기고문에서, 로널드 레이건 대통령의 특별보좌관과 정치잡지 인콰이어리의 편집장을 지낸 보수 논객 더그 밴도우는 "한국과 일본이 독립적인 핵 억제력을 갖게 된다면 북한뿐만 아니라 중국 저지에도 효과가 있으며 이는 미국에 이익이 되는 것"이라면서 "서울(대한민국)과 도쿄(일본), 타이베이(타이완)와 캔버라(오스트레일리아)를 지키려다가 미국 본토가 위협받는 예기치 않은 상황을 경계해야 한다"고 주장했다.
2016년 4월 3일 미국 공화당 대선 경선에서 1위로 달리고 있던 도널드 트럼프는, "국가부채가 19조 달러(약 2경2천조 원)이고 곧 21조 달러가 되려는 상황에서 세계의 경찰 노릇을 할 수는 없다."면서 한국과 일본이 독자적 핵무장을 해서 스스로 안보를 책임지게 할 것이라고 주장했다.

## 비판
첫째, 일부 비판론자들은 한국이 핵무장을 하면 전세계가 핵무장을 하게 된다는 주장을 한다. 2016년 6월 29일, 앤터니 블링컨 미국 국무부 부장관이 워싱턴에 있는 전략국제문제연구소(CSIS) 연설에서, "한국과 일본이 핵무장을 추진하면 세계는 핵무기 경쟁에 돌입할 것"이라고 주장했다. 그러나, 중국이 핵무장 해도, 인도가 핵무장 해도, 파키스탄, 북한, 이스라엘이 핵무장을 해도 세계는 핵경쟁에 돌입하지 않았는데, 오로지 한국이 핵무장을 하면 전세계가 핵경쟁에 돌입할 것이란 주장은, 전혀 근거가 없다. 한국이 핵무장을 해도 세계에는 핵경쟁이 일어나지 않는다. 도널드 트럼프가 그런 주장을 하고 있다.
둘째, 미국이 핵우산을 제공하기 때문에, 한국은 핵무장을 할 필요가 없다는 주장도 있다. 그러나, 충분조건과 필요조건도 구별하지 못하는 논거다.
셋째, 한국이 핵무장을 하면 세계가 더 위험해진다는 비판도 있다. 그러나 도널드 트럼프는, 미치광이 북한도 핵무장을 했는데, 한국이 핵무장을 한다고 왜 더 위험해진다는 것인지 모르겠다고 비판한다.
넷째, 한국이 핵무장을 하면 한미동맹이 깨진다는 비판도 있다. 그러나 영국이 핵무장을 해서 영미동맹이 깨진 적은 없다. 프랑스도 사실상 마찬가지다.

## 같이 보기
- 이스라엘의 핵무기 개발
- 일본의 핵무기 개발
- 조선민주주의인민공화국의 핵무기 개발
- 한미 원자력 협정

- 코나스넷 1970년대 박 전 대통령 지시로 추진한 '핵 개발' 설계도 발견 2004-08-02